# 2017年南苏丹至尊航空公司安托諾夫An-26坠机事故
2017年3月20日，南苏丹至尊航空公司（South Sudan Supreme Airlines）一架从朱巴机场起飞的国内航班安东诺夫An-26在南苏丹瓦乌机场着陆后被火烧毁。

## 飞机
事故飞机是安东诺夫 An-26 ， 注册号为S9-TLZ。 

## 事故
此飛機為自南苏丹朱巴機場起飞的国内定期客运航班，降落在南苏丹瓦乌机场后被大火烧毁。事發時上有 40 名乘客及 5 名机组人员。 事故发生在当地时间 15:00 左右（世界标准时间 12:00）， 事發時能見度為800（870碼）。  飞机可能在降落前就已经起火。一名目击者报告说，飞机着陆时机尾冒出浓烟。 另一份报告称，飞机降落后与一辆消防车相撞，随后起火。 飛機的左侧起落架坍塌，飞机被随后的大火烧毁。 37名乘客受到不同程度的傷，但没有人员死亡。   